# Westbury-on-Severn
Westbury-on-Severn est un village rural en Angleterre. Il est le centre de la grande paroisse civile rurale également appelée Westbury-on-Severn.

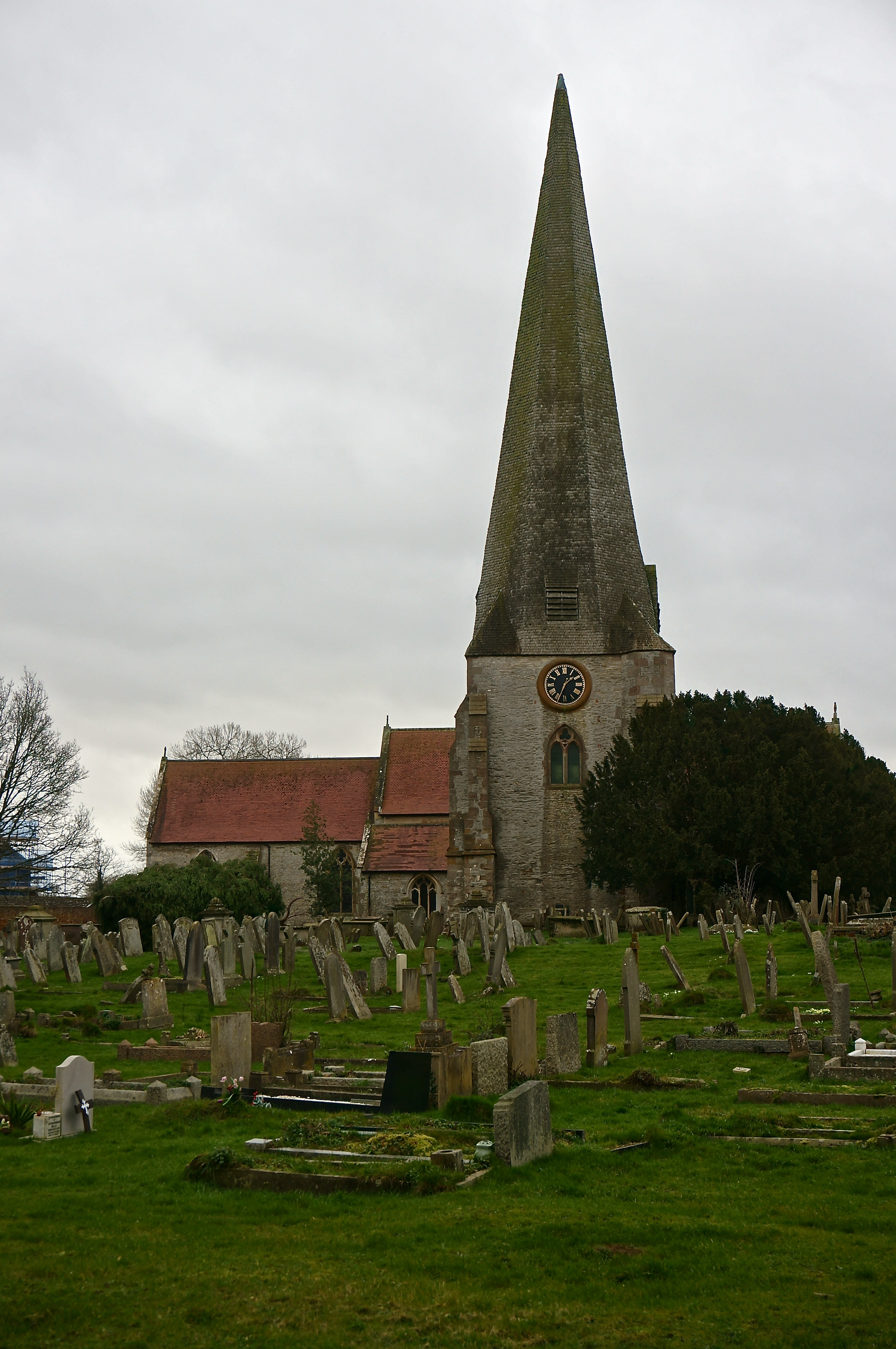
Tour, Flèche et Église Saint-Pierre-et-Saint-Paul, à Westbury-sur-Severn

## Géographie
Le village est situé sur la route A48 entre Minsterworth et Newnham on Severn, et délimité par la rivière Severn au sud et à l’ouest. Westbury est également délimité à l’ouest par la ligne de chemin de fer de Newport à Gloucester. Cependant Westbury n’a pas de gare, les gares les plus proches étant Gloucester et Lydney.
Westbury est long d’un peu plus d’un mile et a un seul lotissement, situé au sud de la route principale A48, qui a été construit dans les années 1980. Le village a également une école primaire, un bureau de poste qui fait aussi magasin du village, un pub, The Red Lion, un médecin et un chirurgien-dentiste. Geoff Sterry, un marchand de charbon et de combustibles solides, est également basé dans le village.
Westbury se situe dans le district de la forêt de Dean, bien que la forêt elle-même ne s’étende pas jusqu’au village.
Le village a une grande église paroissiale, qui a pour trait distinctif que le clocher est indépendant du bâtiment principal, en raison d’un incendie qui a brûlé l’ancien bâtiment en bois peu de temps après que le nouveau clocher ait été achevé. Dans le porche de l’église se trouvent plusieurs marques de croix et des croix complètes faites pendant la guerre civile anglaise. Le porche nord et l’allée nord sont les parties les plus anciennes de l’église, ayant été construites vers 1290.
Juste à l’est du centre du village se trouve le National Trust appartenant à Westbury Court Garden.

## Transport
Le village est desservi par trois lignes régulières de bus, exploités par Stagecoach Group : les lignes 30 et 31 entre Coleford dans la forêt de Dean et Gloucester, et la ligne 23 entre Lydney et Gloucester.